# Jiří Pliska
Jiří Pliska (7. května 1981 Třebíč – 2. července 2023 Wyoming, Spojené státy americké), alias Plizi, byl český horolezec, himálajista, běžecký lyžař na dlouhé tratě a učitel.

## Život
V letech 1999 až 2005 studoval Technickou univerzitu v Liberci (TUL), stal se inženýrem Automatizace a inženýrské informatiky a reprezentoval v biatlonu na Univerziádě. V lednu 2006 zvítězil v závodech Česko-Slovenského poháru v biatlonu v Osrblí na Slovensku a umístil se 3. na Mistrovství České republiky v biatlonu v roce 2009. Od srpna 2006 do června 2017 pracoval jako učitel na Střední průmyslové škole strojní a elektrotechnické a Vyšší odborné škole (SPŠSE a VOŠ) v Liberci, kde vyučoval zejména technické předměty jako informatiku, programování nebo číslicovou techniku. S učením skončil, aby se mohl naplno věnovat sportu[zdroj?]. Byl zakládajícím členem HO Skol a členem sportovního týmu ED system Silvini Team. Od května 2017 pracoval jako Technický specialista OLYMP Centra sportu Ministerstva vnitra (OLYMP CSMV).

## Sport
V roce 2013 obdržel s Ondřejem Mandulou oceněni Výstup roku od Českého horolezeckého svazu za prvovýstup na západní stěnu hory Uzun Brakk (6 422 m n. m.) v pohoří Panmah Muztagh v Karákóramu – druhém nejvyšším pohoří na světě, na území Gilgit-Baltistán – části Kašmíru, v Pákistánu. V roce 2022 se na Jizerské padesátce umístil jako 20. a 17. na 90 kilometrovém Vasově běhu ve Švédsku. Patřil k nejlepším českým běžcům lyžařského seriálu Ski Classics posledních let.

### Běh na lyžích
Výběr výsledného umístění v běhu na lyžích. Nejlepší umístění tučně.
| Datum           | Závod               | Km  | Čas        | Pořadí |
| --------------- | ------------------- | --- | ---------- | ------ |
| 12. února 2023  | Jizerská padesátka  | 50  | 2:23:30.50 | 56.    |
| 6. března 2022  | Vasaloppet          | 90  | 3:32:39.70 | 17.    |
| 20. února 2022  | Tartu marathon      | 63  | 2:36:02.00 | 13.    |
| 13. února 2022  | Jizerská padesátka  | 50  | 2:00:21.30 | 20.    |
| 27. března 2021 | Nordenskiöldsloppet | 220 | 11:44:43   | 2.     |
| 14. února 2021  | Jizerská 50         | 50  | 2:06:20.10 | 19.    |
| 26. ledna 2020  | Marcialonga         | 70  | 3:06:51.30 | 19.    |

## Úmrtí
Zahynul v neděli 2. července 2023 při slaňování vrcholu Wolfs Head (3 707 m n. m.) v pohoří Wind River Range na západě státu Wyoming v USA.